# Municipio de Lyons (Dakota del Sur)
El municipio de Lyons (en inglés: Lyons Township) es un municipio ubicado en el condado de Minnehaha en el estado estadounidense de Dakota del Sur. En el año 2010 tenía una población de 613 habitantes y una densidad poblacional de 6,62 personas por km².

## Geografía
El municipio de Lyons se encuentra ubicado en las coordenadas 43°43′6″N 96°49′48″O / 43.71833, -96.83000. Según la Oficina del Censo de los Estados Unidos, el municipio tiene una superficie total de 92.63 km², de la cual 92,6 km² corresponden a tierra firme y (0,03 %) 0,03 km² es agua.

## Demografía
Según el censo de 2010, había 613 personas residiendo en el municipio de Lyons. La densidad de población era de 6,62 hab./km². De los 613 habitantes, el municipio de Lyons estaba compuesto por el 96,08 % blancos, el 0,33 % eran amerindios, el 0,49 % eran asiáticos, el 2,94 % eran de otras razas y el 0,16 % eran de una mezcla de razas. Del total de la población el 3,75 % eran hispanos o latinos de cualquier raza.